# Tysk romantisk opera
Tysk romantisk opera var en genre inden for den tyske opera i begyndelsen af 1800-tallet; den havde ikke sin oprindelse i det tyske Singspiel i 1700-tallet, men snarere i opéra comique fra den franske revolution. Den gav mulighed for en stadig større rolle for orkestret og større dramatiske muligheder for erindringsmotiver – fraser der kan identificeres med sted, person eller idé og som minder lytteren derom når det genbruges.
Carl Maria von Webers Jægerbruden (1821) indledte denne genre som i stadig højere grad blev associeret med en udpræget tysk national stil, eksemplificeret af komponister som Heinrich Marschner (fx Der Vampyr og Hans Heiling), Albert Lortzing (fx Undine) og Louis Spohr. De temaer man udforskede var naturen, det overnaturlige, Middelalderen og populærkultur, især folklore. Musikalsk tjente tysk folkesang også som inspiration. Talt dialog fortsatte med at blive anvendt mellem de musikalske numre.
Genren nåede sit apogæum i værker af Richard Wagner, især Die Feen, Den flyvende Hollænder og Tannhäuser, skønt disse afveg fra deres forgængere ved ikke at have talt dialog. Hans senere operaer udviklede "erindringsmotivet" til det mere proteusagtige ledemotiv og aflagde gradvis temaer fra den romantiske opera, mens han stadig for det meste fokuserede på myter, legender og naturen.
Noter
1. ↑  Motiv, det mindste led af en musikalsk tanke, et musikalsk tema, der har selvstændig betydning og kan tænkes som den kim, hvoraf de enkelte temaer organisk udvikler sig. Sammenlign ledemotiv. – fra Salmonsen
2. ↑  Apogæum (gr.: »jordfjerne«) er det punkt i månens bane, som er længst fra Jorden. Det diametralt modsatte punkt kaldes perigæum (»jordnære«). På samme måde har man ved Jupiters måner apojovium og perijovium, ved Saturns måner aposaturnium og perisaturnium osv. – fra Salmonsen
3. ↑  Proteusagtig: som kan antage flere skikkelser